# مقاطعة مككولوك (تكساس)
مقاطعة مككولوك (بالإنجليزية: McCulloch  County)‏ هي إحدى المقاطعات في ولاية تكساس، الولايات المتحدة الأمريكية.